# Fábián Marozsán
Fábián Marozsán (ur. 8 października 1999 w Budapeszcie) – węgierski tenisista, reprezentant kraju w rozgrywkach Pucharu Davisa.

## Kariera tenisowa
W karierze zwyciężył w trzech singlowych turniejach cyklu ATP Challenger Tour. Ponadto wygrał pięć singlowych oraz sześć deblowych turniejów rangi ITF.
W 2023 roku podczas Wimbledonu zadebiutował w turnieju głównym imprezy Wielkiego Szlema w grze pojedynczej. Startując jako szczęśliwy przegrany z kwalifikacji, przegrał w pierwszej rundzie z Davidem Goffinem.
W rankingu gry pojedynczej najwyżej był na 82. miejscu (14 sierpnia 2023), a w klasyfikacji gry podwójnej na 444. pozycji (16 stycznia 2023).

### Zwycięstwa w turniejach ATP Challenger Tour

#### Gra pojedyncza
| Końcowy wynik | Nr | Data             | Turniej    | Nawierzchnia | Przeciwnik      | Wynik finału |
| ------------- | -- | ---------------- | ---------- | ------------ | --------------- | ------------ |
| Zwycięzca     | 1. | 28 sierpnia 2022 | Banja Luka | Ceglana      | Damir Džumhur   | 6:2, 6:1     |
| Zwycięzca     | 2. | 12 marca 2023    | Antalya    | Ceglana      | Sebastian Ofner | 7:5, 6:0     |
| Zwycięzca     | 3. | 18 czerwca 2023  | Perugia    | Ceglana      | Edoardo Lavagno | 6:2, 6:3     |